# Kwiat kaktusa
Kwiat kaktusa – amerykańska screwball comedy z 1969 w reżyserii Gene’a Saksa. Scenariusz oparto na podstawie sztuki Abe’a Burrowsa, pod tym samym tytułem oraz sztuki Fleur de cactus Pierre’a Barilleta i Jean-Pierre’a Gredy’ego. Wśród najbardziej kasowych filmów 1970 w Stanach Zjednoczonych zajął siódme miejsce.

## Obsada
| Aktor          | Rola                  | Uwagi                                 |
| Walter Matthau | doktor Julian Winston | dentysta                              |
| Ingrid Bergman | Stephanie Dickinson   | asystentka doktora Winstona           |
| Goldie Hawn    | Toni Simmons          | dziewczyna doktora Winstona           |
| Jack Weston    | Harvey Greenfield     | przyjaciel i pacjent doktora Winstona |
| Rick Lenz      | Igor Sullivan         | pisarz i sąsiad Toni                  |
| Vito Scotti    | Señor Arturo Sánchez  | dyplomata i pacjent doktora Winstona  |
| Irene Hervey   | pani Durant           | pacjent doktora Winstona              |
| Eve Bruce      | Georgia               |                                       |
| Matthew Saks   | bratanek              |                                       |